# 中央军委训练管理部院校局
中央军委训练管理部院校局，位于北京市，是中央军事委员会训练管理部下属局，负责全军院校工作。

## 沿革
在深化国防和军队改革中，2016年1月组建中央军委训练管理部，下设中央军委训练管理部院校局，首任局长为原总参谋部军训部院校教学局局长陈富平。

## 历任局长
| 中央军委训练管理部院校局局长 1. 陈富平（2016年—） | 中央军委训练管理部院校局副局长 - 孙东征（2016年—） |